# Massacre de Sagamihara
Le massacre de Sagamihara (相模原障害者施設殺傷事件, Sagamihara shōgaisha shisetsu sasshō jiken) s'est déroulé dans la ville de Sagamihara dans la préfecture de Kanagawa près de Tokyo le 26 juillet 2016. Il a fait 19 morts et 25 blessés.

## Déroulement
Satoshi Uematsu, 26 ans, s'introduit vers 2 h 30 dans la nuit du 26 juillet 2016 dans un centre de suivi de personnes handicapées, le Tsukui Yamayuri-En, dont il était employé par le passé. Armé de couteaux, il tue dix-neuf personnes, et fait vingt-cinq blessés dont treize dans un état grave, inspiré par l'idée du capacitisme et l'eugénisme, et en affirmant l'euthanasie des handicapés. Il s'agit de l'attaque au couteau la plus meurtrière depuis 1945 au Japon.
Le 16 mars 2020, Satoshi Uematsu a été reconnu coupable des 19 meurtres et condamné à mort. Au cours de son procès, il a maintenu que les personnes incapables de communiquer sont un « fardeau » et qu'elles devraient être tuées. Il a prétendu lors des audiences qu'il ne ferait pas appel du jugement quel qu'il soit.